# Marca corporativa
La marca corporativa fa referència a la pràctica d'utilitzar el nom d'una companyia com a marca d'un producte. És un intent d'adjudicar el valor d'una companyia a tots els seus productes. Alguns exemples en són Disney, IBM o McDonald's.
La marca corporativa és el producte de l'estratègia de l'empresa per crear una imatge i actitud corporativa que s'estengui per associació a tots els seus productes. A més, serveix per a distingir els productes de la companyia dels dels seus competidors i crear una imatge que representa a la companyia en la ment dels consumidors i dels seus propis treballadors.

## Funcions
La marca corporativa pot proporcionar significatives economies d'oportunitat, ja que una campanya publicitària pot ser utilitzada per promocionar diversos productes. També facilita l'acceptació de nous productes a causa que els compradors potencials ja estan familiaritzats amb el nom i li atribueixen una sèrie de qualitats. Una campanya de marca corporativa és especialment útil quan una companyia ja és prou coneguda i té una imatge positiva al mercat.
Quan es dona un canvi en la imatge d'una marca, acostuma a estar relacionat amb un canvi d'orientació, política o estratègia de la companyia.
És difícil dur a terme un canvi en la imatge de la marca corporativa d'una companyia i sempre comporta un risc. Per exemple, la companyia aèria British Airways (BA) va intentar fer un canvi al disseny de la seva marca buscant crear una imatge més global, per fer-ho el 1997 va canviar el disseny basat en la bandera del britànica de la cua de tots els seus avions per una sèrie de dissenys ètnics multicolor que representaven els diferents països en el que operava la companyia. Malgrat les seves bones intencions, l'opinió publica va respondre negativament a aquest canvi d'imatge, la companyia va disminuir el seu volum d'operacions i va començar a tenir problemes econòmics, fins que el 2001, van decidir retornar el seu disseny original a les cues dels 338 avions de la seva flota
Un desavantatge potencial de la marca corporativa és que el nom corporatiu pot acabar convertint-se en sinònim d'un producte. Alguns exemples els trobem en la marca Kleenex o Tàmpax, que els seus noms són utilitzats malgrat que s'estigui adquirint el producte d'una marca competidora.

## Creació d'una marca corporativa
Per a crear un marca corporativa efectiva, no només entren en joc el disseny i la publicitat, Hatch y Schulz (2008) van estudiar el procés de creació d'aquestes marques i el seu funcionament, i van arribar al desenvolupament del model VCI per a la creació de marques corporatives, aquest model explica que perquè una marca funcioni, cal que combini de forma equilibrada tres factors clau: visió estratègica (fites i objectius de la direcció de l'empresa), la cultura de l'organització (coneixements i actituds dels treballadors) i la imatge de la companyia (les expectatives dels consumidors).
Al dissenyar una marca s'intenta que sigui atractiva i fàcil de recordar per als consumidors, però a més, cal que el disseny emprat sigui fàcil d'associar amb les idees i objectius de la companyia.
En la creació d'una marca no només hi intervé el logotip, sinó que s'estén a tots els àmbits que formen part de la creació d'un producte, els anuncis publicitaris, els envasos, etc.
En el procés creació d'una marca s'hi juga amb elements semiòtics, és a dir, que transmetin significats més enllà d'ells mateixos i que siguin compartits per gran part de la població, especialment colors i formes. Així per exemple, podem trobar que gran part dels productes ecològics fan servir el color verd i motius relacionats amb la natura (fulles, arbres…).
A més, el fet de repetir un logo, uns colors i un disseny característic al llarg de tota una gamma de productes fa que els consumidors els integrin i associïn amb determinades idees. La majoria de persones són capaces d'identificar instantàniament el logotip de moltes de les grans companyies mundials.